# Speedsport
En 1923, la société bruxelloise Baertsoen et Bonar située rue Waelhem à Schaerbeek assemblait deux versions européennes de la Ford T, une sportive à deux places et une berline à conduite intérieure. Elles ont d'abord été commercialisées sous le nom de Speedford, mais à la suite de certains succès en compétition, elles changent de nom et deviennent des Speedsport. 
En 1928 la production a pris fin.